# Podaljšana kvadratna bipiramida
| Podaljšana kvadratna bipiramida | Podaljšana kvadratna bipiramida |
| ------------------------------- | ------------------------------- |
|                                 |                                 |
| Vrsta                           | Johnsonovo telo J14-J15-J16     |
| Stranske ploskve                | 8 trikotnikov 4 kvadrati        |
| Robovi                          | 20                              |
| Oglišča                         | 10                              |
| Dualni polieder                 | prisekana kvadratna bipiramida  |
| Simetrijska grupa               | D4h, [ 4,2], (*422)             |
| Vrtilna grupa                   | D4, [4,2]+, (422)               |
| Konfiguracija oglišča           | 2(34) 8(32.42)                  |
| Znbačilnosti                    | konveksna, deltaeder            |
| mreža telesa                    |                                 |

Podaljšana kvadratna bipiramida je v geometriji eno izmed Johnsonovih teles (J15). Kot že ime nakazuje jo lahko konstruiramo tako, da podaljšamo oktaeder z vrivanjem kocke med njeni skladni polovici.
V letu 1966 je Norman Johnson (rojen 1930) opisal in imenoval 92 Johnsonovih teles.
Zgled za podaljšano kvadratno bipiramido je kristal cirkona.

## Dualni polieder
Dualno telo podaljšane kvadratne bipiramide ima deset stranskih ploskev od tega je 8 trapezoidnih in 2 kvadratni.
| Dualno telo podaljšane kvadratne bipiramide | Mreža dualnega telesa |
| ------------------------------------------- | --------------------- |
|                                             |                       |

## Satovje
Podaljšana kvadratna bipiramida omogoča teselacijo evklidskega prostora.   